# 迈克尔·普拉姆
迈克尔·普拉姆（英語：Michael Plumb，1940年3月28日—），美国男子马术运动员。他曾代表美国参加1960年、1964年、1968年、1972年、1976年、1984年和1992年夏季奥林匹克运动会马术比赛，获得二枚金牌和四枚银牌。